# Râul Ulmu Mic
Râul Ulmu Mic este un curs de apă, afluent al râului Nera. 